# Hussards de la Légion de Béon
Les hussards de la Légion de Béon sont un corps de hussards de l'armée des émigrés constitué pendant la Révolution française faisant partie de la légion de Béon, du nom du colonel propriétaire.

## Histoire
En février 1793, François-Frédéric, comte de Béon, sous-lieutenant à la garde du corps du roi propose au stathouder de Hollande, Guillaume V d'Orange-Nassau, avec l'accord de Monsieur, régent de France, la levée d'un corps d'émigrés français dont il aurait la propriété : il l'obtient le 4 mars 1793.
Les officiers sont nommés par le stathouder sur présentation du colonel, la solde est assurée par la province de Hollande soit 14 florins 1 sol par mois de 42 jours, plus 2 sols payés par le Régent de France.
Il est expressément spécifié dans la capitulation que le corps de Béon « sera employé à part ou adjoint à tel corps de troupe que leurs Hautes Puissances (les États de Hollande) trouveront à propos ». Le cantonnement est fixé à Nimègue.
Au début de mai, le comte demande au stathouder la levée de 200 chevaux pour soutenir son infanterie; en conséquence, une nouvelle capitulation est signée le 25 mai 1793 pour un corps de 200 maîtres commandé par d'anciens officiers supérieurs faisant partie du corps commandé par le comte de Béon. Ces deux compagnies de hussards ainsi formées sont tout d'abord mises à la disposition de l'archiduc Charles à Bruxelles.
Robert Grouvel (op. cit.) déclare : « Dur métier pour ces jeunes gentilhommes traités comme de simples houzards portant tout avec eux sur leurs chevaux, les pansant et allant au fourrage, couchant à la belle étoile et n'ayant que 6 sols de Hollande par jour avec le pain de munitions! ». Toujours d'après Grouvel, certains corps d'émigrés étaient des « unités d'un dévouement à toute épreuve; chacun est prêt à se faire tuer. Mais on ne trouve personne pour l'exercice ou nettoyer un fusil. Il n'est pas digne de répondre à un appel ou de marcher en ordre lorsque l'on est en route. En dépit des principes qu'ils représentent, ces gentilshommes ont les mœurs les plus dissolues. Leurs lectures favorites sont des ouvrages des philosophes, fort en vogue. Mais l'homme le plus doué ne pourrait se  dispenser de l'assistance d'un prêtre s'il a reçu un coup mortel ».
En juin 1794, la légion de Béon fait partie de la division Reuss du prince d'Orange et forme brigade avec la légion de Damas. En janvier 1795, lors de l'invasion des Provinces-Unies par les troupes de la Convention, Béon, ayant été délié de son serment par le stathouder, passe au service de l'Angleterre, et, en février, une nouvelle capitulation est signée avec le gouvernement britannique. L'infanterie de Béon est intégrée à une nouvelle division commandée par le comte de Sombreuil. Elle est envoyée en Bretagne, en renfort de l'armée des émigrés lors de l'expédition de Quiberon. La plupart des combattants de la division a péri dans cette confrontation , à la suite de l'armistice conclu entre le comte de Sombreuil et le général Lazare Hoche : les révolutionnaires les ont fusillés à Auray, en dépit de la promesse des Républicains. Leurs corps reposent dans la chapelle expiatoire du Champ-des-Martyrs, à Brech.
La cavalerie était restée en Allemagne à Hohne. Le colonel de Béon écrit au prince de Condé que « son corps a été licencié au retour de la malheureuse affaire des côtes de Bretagne », le 24 décembre 1795 (ou le 15 juin 1796) ; il ne restait que 180 volontaires qui sont envoyés à l'armée de Condé.

## Création et différentes dénominations
- 4 mars 1793 : le corps est créé à Nimègue; il compte 200 hommes et sert dans l'armée des Pays-Bas
- 1795 : l'escadron sert dans l'armée britannique. L'infanterie de Béon, sous le commandement du comte d'Anceau, est intégrée à la division de Sombreuil et envoyée en renfort à la bataille de Quiberon
- 1796 : le corps des hussards de Béon est licencié en fin d'année

## Uniforme
Shako bleu, collet orange, dolman bleu, pelisse bleue, parements orange, tresse blanche, culotte bleue.

## Sources
- André Jouineau et Jean-Marie Mongin, Les Hussards français : De l'Ancien régime à l'Empire, 1786 à 1804, t. 1, coll. « Histoire et collection », 2004, 82 p. (ISBN 978-2915239027).

- Robert Grouvel, Les corps de troupe de l'émigration, tome 1, La Sabretache, Paris, 1961-1965, pp. 241-247. Extrait en ligne.